# Georges Turlier
Georges Turlier (Saint-Hilaire-Fontaine, Nièvre, 16 de julho de 1931) é um velocista francês na modalidade de canoagem.

## Carreira
Foi vencedor da medalha de Ouro em C-2 10000 m em Helsínquia 1952 junto com o seu companheiro de equipa Jean Laudet.